# Phaisura unicolor
Phaisura unicolor là một loài tò vò trong họ Ichneumonidae.